# Бессмертный гарнизон
«Бессмертный гарнизон» — художественный фильм о защитниках Брестской крепости, снятый в 1956 году режиссёрами Захаром Аграненко и Эдуардом Тиссэ по сценарию Константина Симонова.

## Сюжет
Фильм посвящён обороне Брестской крепости в первые дни войны. В ленте отражен всенародный патриотический подъём в дни фашистского нашествия, самоотверженность и сплоченность советских людей перед лицом врага.
Поскольку к моменту создания фильма были установлены не все имена героев Брестской крепости (книга-исследование С. Смирнова «Брестская крепость» была опубликована лишь в 1957 году), герои фильма выведены под вымышленными именами, но детали их подвигов перекликаются с реальными событиями.

## В ролях
| Актёр              | Роль                                                   |
| ------------------ | ------------------------------------------------------ |
| Лариса Нарышкина   | Варя Кондратьева                                       |
| Анатолий Чемодуров | Руденко                                                |
| Владимир Емельянов | Пётр Фомич Кондратьев (прототип Е.М.Фомин)             |
| Николай Крючков    | Кухарьков                                              |
| Василий Макаров    | Иван Степанович Батурин, майор (прототип П.М.Гаврилов) |
| Владимир Монахов   | Гриша Мирзоян, комсорг                                 |
| Геннадий Сайфулин  | Коля Батурин                                           |
| Валентина Серова   | Марина Николаевна Батурина, жена майора                |
| Антонина Богданова | Анна Ивановна Батурина, мать майора                    |
| Лидия Сухаревская  | Александра Петровна Кондратьева                        |
| Евгений Тетерин    | пленный немец                                          |
| Феликс Яворский    | Гоголев                                                |
| Леонид Чубаров     | пограничник                                            |
| Аркадий Вовси      | извозчик                                               |

## Съёмочная группа
- Режиссёры-постановщики:
  - Аграненко, Захар Маркович
  - Тиссэ, Эдуард Казимирович
- Художник-постановщик: Абрам Фрейдин
- Оператор: Григорий Айзенберг

## Призы
- Почетный диплом МКФ в Венеции (1956)